# Eunica malvina
Eunica malvina är en fjärilsart som beskrevs av Bates 1864. Eunica malvina ingår i släktet Eunica och familjen praktfjärilar. Inga underarter finns listade i Catalogue of Life.